# Obiettivi Canon EF 24-70mm

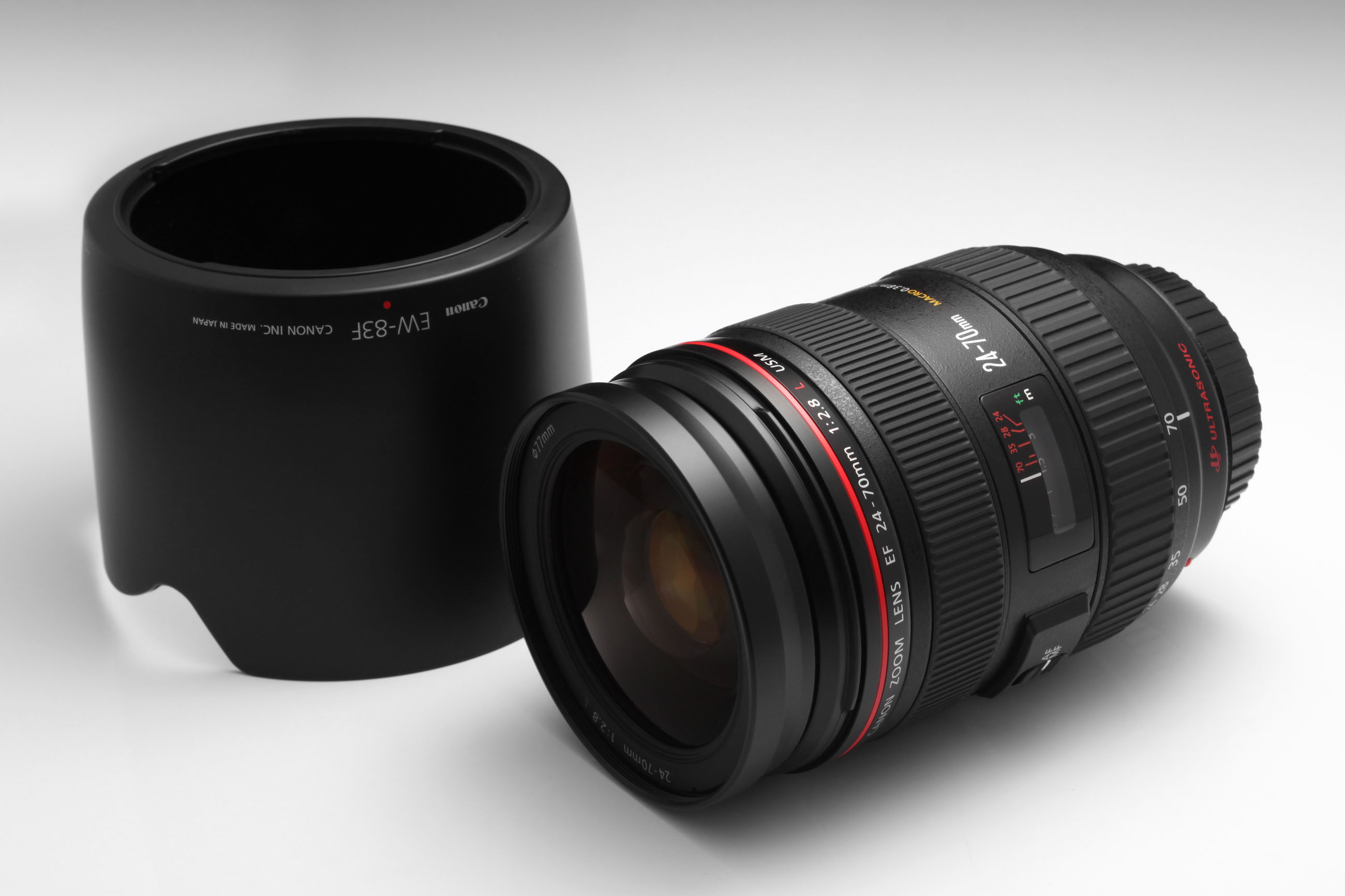
Obiettivo Canon EF24–70 f/2.8L USM con paraluce (EW-83F)

Il Canon EF 24-70mm è uno zoom professionale, la cui escursione va da una lunghezza focale grandangolare a quella di un obiettivo standard. 
A febbraio 2014 esistevano tre versioni di questo obiettivo tutte appartenenti alla serie L: il EF 24-70mm f/2.8L, introdotto dalla Canon nel 2002 per sostituire l'apprezzato EF 28-70mm f/2.8L e a sua volta rimpiazzato nel settembre 2012 dalla seconda serie EF 24-70mm f/2.8L II USM. Nel dicembre 2012 è stata aggiunta una terza versione, l'EF 24-70mm f/4L IS USM con apertura massima inferiore, ma dotato di stabilizzatore ottico d'immagine dell'ultima generazione.
Nella sua prima versione, questo obiettivo è ritenuto avere eccellente contrasto, ottima resa dei colori e nitidezza. La lente include protezione contro polvere ed acqua, anche se non è del tutto tropicalizzata. Ha un diaframma ad 8 lamelle (prima serie), che rimane pressoché circolare da f/2.8 ad f/5.6. L'obiettivo presenta una certa distorsione a barilotto alla distanza focale più corta, come tipico degli obiettivi zoom. Il barilotto e la baionetta sono realizzati in robusto metallo.
Insieme al 16-35mm f/2.8L  e al 70-200mm f/2.8L questo obiettivo fa parte della fascia professionale di zoom serie L con apertura massima di f/2.8.

## Zoom inverso
Un aspetto molto particolare del 24-70mm, così come del predecessore 28-70mm, è che il barilotto si estende quando si va verso la distanza focale più corta, mentre si accorcia quando si va verso una focale più lunga, al contrario della maggior parte degli obiettivi zoom. Il paraluce, che è ancorato ad una parte fissa del barilotto, risulta così essere molto lungo a 70mm, appropriato ad un tele, e molto corto a 24mm, adatto quindi ad una focale grandangolare. Alcuni paraluce di obiettivi zoom sono infatti progettati solo per la lunghezza focale più corta, risultando inadeguati quando lo zoom è in posizione tele.
Questo meccanismo è illustrato dalle foto qui sotto:

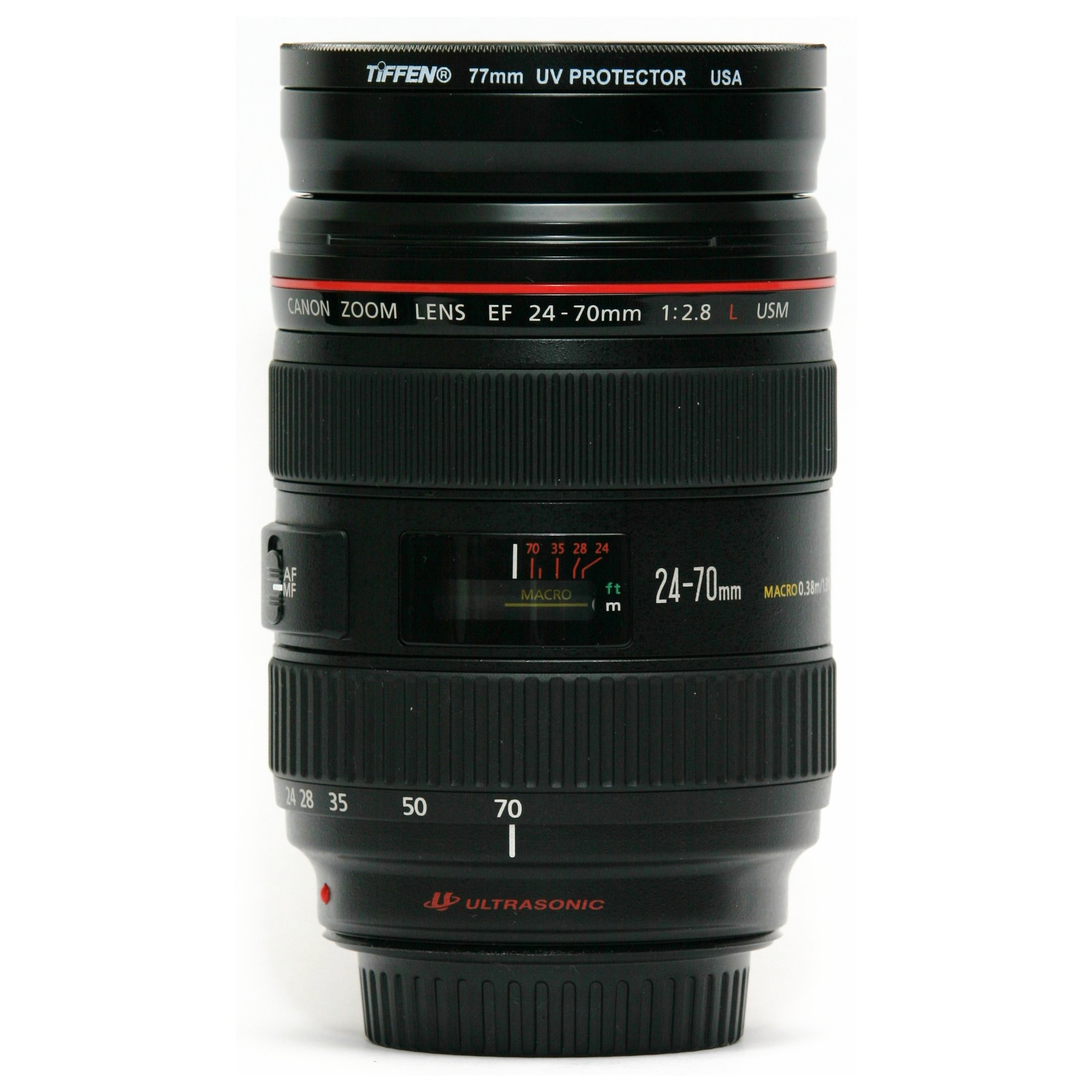
Obiettivo a 70 mm con un filtro UV applicato
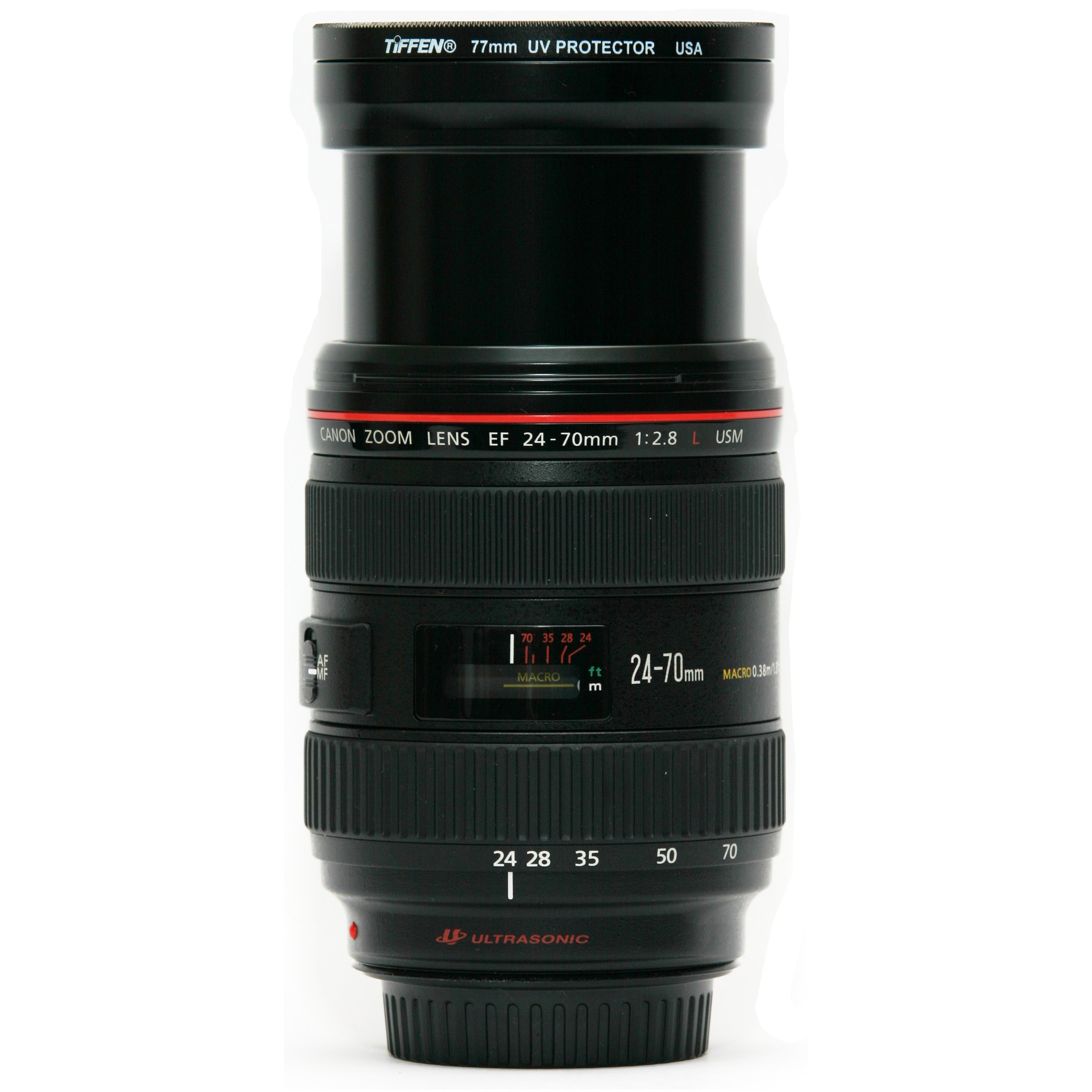
Obiettivo a 24 mm con un filtro UV applicato
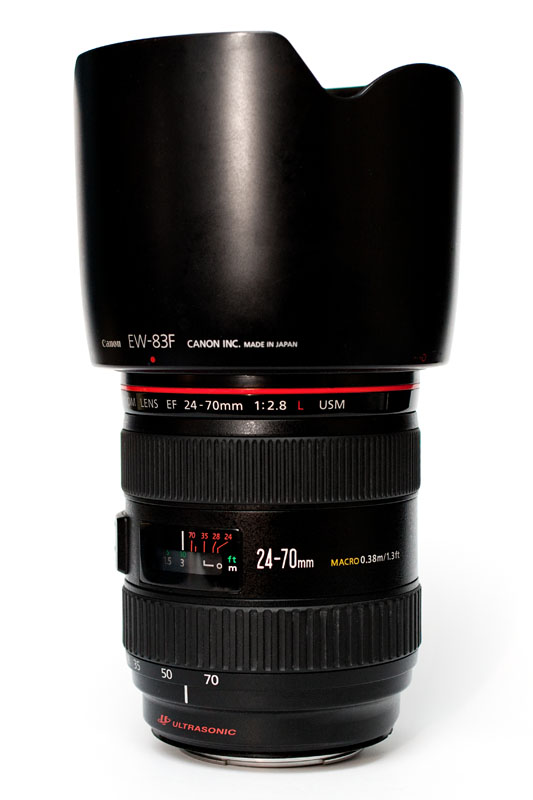
Obiettivo con paraluce montato

Ad una distanza focale tele l'obiettivo risulta più corto, consentendo la massima protezione da parte del paraluce. Alla distanza focale minima l'obiettivo risulta più lungo, consentendo una copertura da parte del paraluce minima ma adeguata alla focale grandangolare.

## EF 24-70mm ƒ/2.8L II USM
A partire dalla metà del 2012, Canon introduce la seconda serie dell'obiettivo, il Canon EF 24-70mm f/2.8L II USM, sconvolgendo il progetto originario. Tra le novità, abbiamo uno schema ottico a 18 lenti, di cui un elemento Super UD (Ultra Low Dispersion), 3 elementi asferici e 2 ulteriori elementi UD (il precedente modello aveva 16 lenti di cui 2 asferiche e 1 UD); il diaframma, ora composto da 9 lamelle, ma soprattutto la scomparsa del sistema a "zoom inverso" che rende tutto il progetto meno complicato e più leggero. Il peso è infatti diminuito del 15% ed è migliorata anche la resistenza agli agenti atmosferici come acqua e polvere. Il tutto si traduce in un incremento qualitativo generale a partire dalla nitidezza e dall'uniformità di resa fino ad una consistente riduzione delle aberrazioni ai bordi dell'immagine.

## EF 24-70mm ƒ/4L IS USM
A fine 2012, la gamma si arricchisce con l'EF 24-70mm f/4L IS USM, meno costoso del modello 2.8L II, dal quale i principali segni di distinzione, oltre all'apertura massima f/4, sono rappresentati dall'adozione dello stabilizzatore d'immagine ottico, nella sua versione più recente (hybrid IS) e da una funzione macro inseribile direttamente dalla ghiera dello zoom, tramite uno sblocco manuale che consente alla ghiera di andare oltre il normale fine corsa, permettendo di raggiungere un rapporto di 0,7x, con la riduzione della distanza minima di messa a fuoco da 38 a 21 cm. Il barilotto e la baionetta sono sempre in metallo e l'obiettivo, sempre tropicalizzato, si presenta più compatto e leggero del fratello maggiore (205 grammi in meno del f/2.8L II). Lo schema ottico, composto da 15 lenti in 12 gruppi, comprende 2 elementi asferici e 2 elementi UD (Ultra Low Dispersion). Il diaframma è sempre circolare a 9 lamelle e l'autofocus, come nelle altre versioni, è dotato di motore ad anelli ultrasonico USM.

## Specifiche tecniche
| -                                | ƒ/2.8L USM              | ƒ/2.8L II USM           | ƒ/4L IS USM                              |
| -------------------------------- | ----------------------- | ----------------------- | ---------------------------------------- |
| Immagine                         |                         |                         |                                          |
| Caratteristiche principali       |                         |                         |                                          |
| Compatibilità Full Frame         | Sì                      | Sì                      | Sì                                       |
| Stabilizzatore d'immagine        | No                      | No                      | Sì                                       |
| Tropicalizzazione                | Sì                      | Sì                      | Sì                                       |
| Motore Ultrasonico USM           | Sì                      | Sì                      | Sì                                       |
| Serie L                          | Sì                      | Sì                      | Sì                                       |
| Ottiche diffrattive              | No                      | No                      | No                                       |
| Macro                            | No                      | No                      | Sì                                       |
| Comando blocco zoom              | No                      | Sì                      | Sì                                       |
| Dati tecnici                     |                         |                         |                                          |
| Apertura (max-min)               | f/2.8 – f/22            | f/2.8 – f/22            | f/4.0 – f/22                             |
| Schema ottico                    | 13 gruppi / 16 elementi | 13 gruppi / 18 elementi | 12 gruppi / 15 elementi                  |
| N° lamelle diaframma             | 8                       | 9                       | 9                                        |
| Distanza minima di messa a fuoco | 0.38 m                  | 0.38 m                  | 0.38 m (normal mode) 0.21 m (macro mode) |
| Ingrandimento massimo            | 0.29x                   | 0.21x                   | 0.70x (macro mode)                       |
| Angolo di campo orizzontale      | 74° – 29°               | 74° – 29°               | 74° – 29°                                |
| Angolo di campo diagonale        | 84° – 34°               | 84° – 34°               | 84° – 34°                                |
| Angolo di campo verticale        | 53° – 19°30'            | 53° – 19°30'            | 53° – 19°30'                             |
| Dati meccanici                   |                         |                         |                                          |
| Peso                             | 950 g                   | 805 g                   | 600 g                                    |
| Diametro massimo                 | 83.2 mm                 | 88.5 mm                 | 83.4 mm                                  |
| Lunghezza (min-max)              | 123.5 - 164.3 mm        | 113 - 151.7 mm          | 93 - 130.8 mm                            |
| Diametro filtri                  | 77mm                    | 82mm                    | 77mm                                     |
| Accessori                        |                         |                         |                                          |
| Paraluce                         | EW-83F                  | EW-88C                  | EW-83L                                   |
| Case in dotazione                | LP-1219                 | LP-1219                 | LP-1219                                  |
| Informazioni commerciali         |                         |                         |                                          |
| Data di introduzione             | Novembre 2002           | Settembre 2012          | Dicembre 2012                            |
| Attualmente in produzione ?      | No                      | Sì                      | Sì                                       |

## Galleria d'immagini

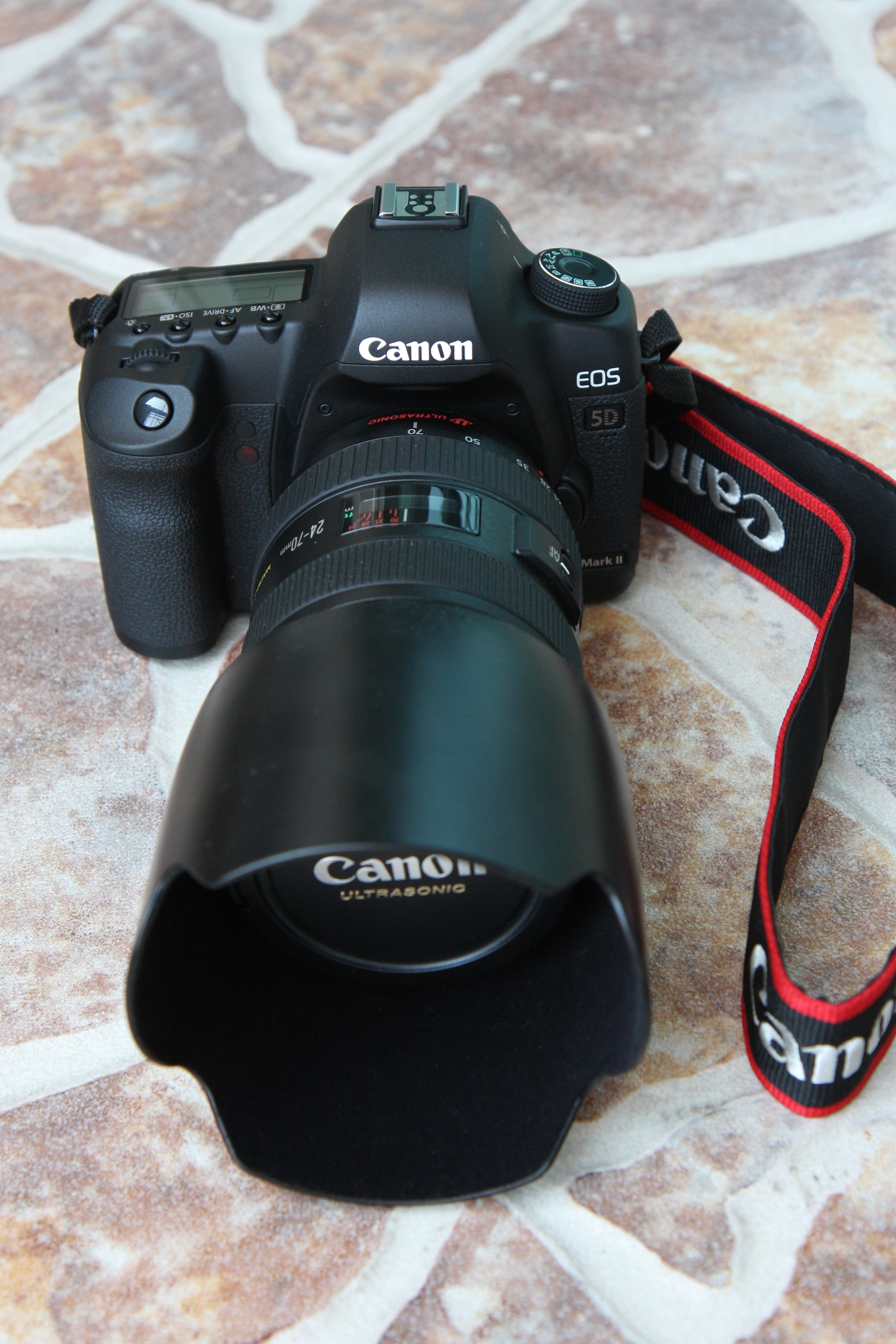
Obiettivo EF 24-70 f2.8L montato sulla Canon EOS 5D Mark II